# Lirata
Lirata is een geslacht van vliesvleugeligen uit de familie Eucharitidae. De wetenschappelijke naam van dit geslacht is voor het eerst geldig gepubliceerd in 1884 door Cameron.

## Soorten
Het geslacht Lirata omvat de volgende soorten:
- Lirata alta (Walker, 1862)
- Lirata batesella (Westwood, 1874)
- Lirata daguerrei Gemignani, 1937
- Lirata diabla Heraty, 2002
- Lirata luteogaster Cameron, 1884
- Lirata pallescens (Walker, 1862)
- Lirata pustula Heraty, 2002
- Lirata striatissima (Walker, 1862)